# Sint-Barbarakerk (Culemborg)
De Sint-Barbarakerk is een neogotische katholieke kruiskerk aan de Markt in Culemborg in de Nederlandse provincie Gelderland. De toren heet de Barbaratoren.
Deze kerk dient niet verward te worden met de protestantse Grote of Sint-Barbarakerk of de oudkatholieke H.H. Barbara en Antoniuskerk. De kerk is gewijd aan Sint-Barbara, de patroonheilige van Culemborg.

## Historie
De Sint-Barbarakerk is gebouwd ter vervanging van de Sint-Janskerk die te klein en in te slechte staat was. Deze kerk, gewijd aan Sint-Jan de Doper, was voor de Reformatie de parochiekerk van het ten zuiden van de stad Culemborg gelegen Lanxmeer geweest. De bouw van de nieuwe kerk vond plaats onder het pastoraat van pastoor Jacobs. Op 4 december 1886, de naamdag van Sint-Barbara, is de kerk ingewijd door de deken van Wijk bij Duurstede.
De kerk is ontworpen door Petrus Johannes van Genk en gebouwd in neogotische stijl. Naast baksteen is er gebruikgemaakt van natuursteen. De kerk is een rijksmonument. In 1991 is de kerk gerestaureerd.

## Het orgel
Het orgel is in 1861 door Christian Gottlieb Friedrich Witte gebouwd voor de prijs van 4450 gulden. Dit orgel stond in eerste instantie in de toenmalige Janskerk. In 1886 is het orgel in de Barbarakerk geplaatst. Het orgel beschikt over twee klavieren en pedalen. In 1972 is het orgel door Verschueren uit Heythuysen gerestaureerd. Bij deze restauratie is een zogenaamd vrij pedaal aangebracht en is het orgel herplaatst naar het priesterkoor. Ook is het pijpenwerk in het orgel toen verplaatst. In 1992 is, omdat er een nieuwe vloer in de kerk is gelegd, het orgel gedemonteerd. Bij hermontage van het orgel door orgelbouwer Sicco Steendam uit Roodeschool is besloten het vrije pedaal te laten vervallen en het pijpenwerk weer op de oorspronkelijke plaats terug te monteren. Hierdoor heeft het orgel de oorspronkelijke klank teruggekregen.

## De Barbaratoren
In de Barbaratoren hing in eerste instantie slechts één klok: de Elisabethklok afkomstig uit de Sint-Janskerk. Deze klok is in 1555 gegoten door de Utrechtse meestergieter Jan Tolhuis. De klok is vernoemd naar Elisabeth van Culemborg en heeft als randschrift: Elisabeth Zachariae Magnum Virum Genuit. Jan Tolhuis me fecit 1555 (Elisabeth schonk Zacharias een groot man. Jan Tolhuis heeft mij gegoten in 1555). In 1925, zijn daar drie grotere klokken bij gekomen. 
De Duitse bezetter heeft deze klokken echter in beslag genomen en van deze klokken is slechts de Elisabethklok na de oorlog teruggevonden. De overige drie zijn omgesmolten.
In 1948 zijn er drie nieuwe kerkklokken gegoten door de Klokkengieterij Eijsbouts te Asten. Heden ten dage hangen deze samen met de Elisabethklok in de toren. De Elisabethklok wordt echter niet meer geluid omdat de klok gebarsten is en daarna gelast. Daardoor is de klank niet meer mooi en stemt de klok niet meer met de andere klokken.
De kerktoren heeft een torenspits met flankerende torentjes.

## Fotogalerij

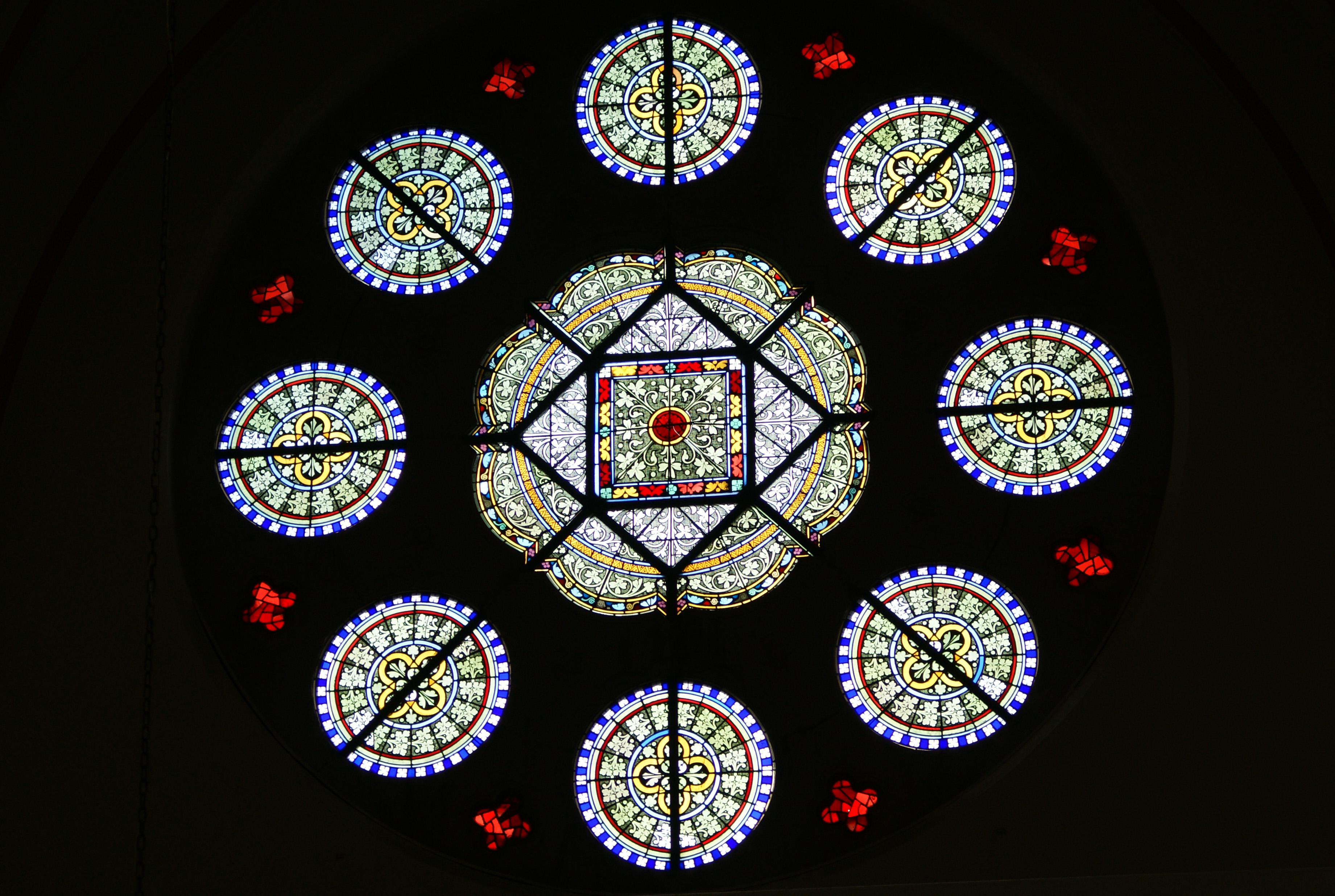
Gebrandschilderd glas voorzijde.
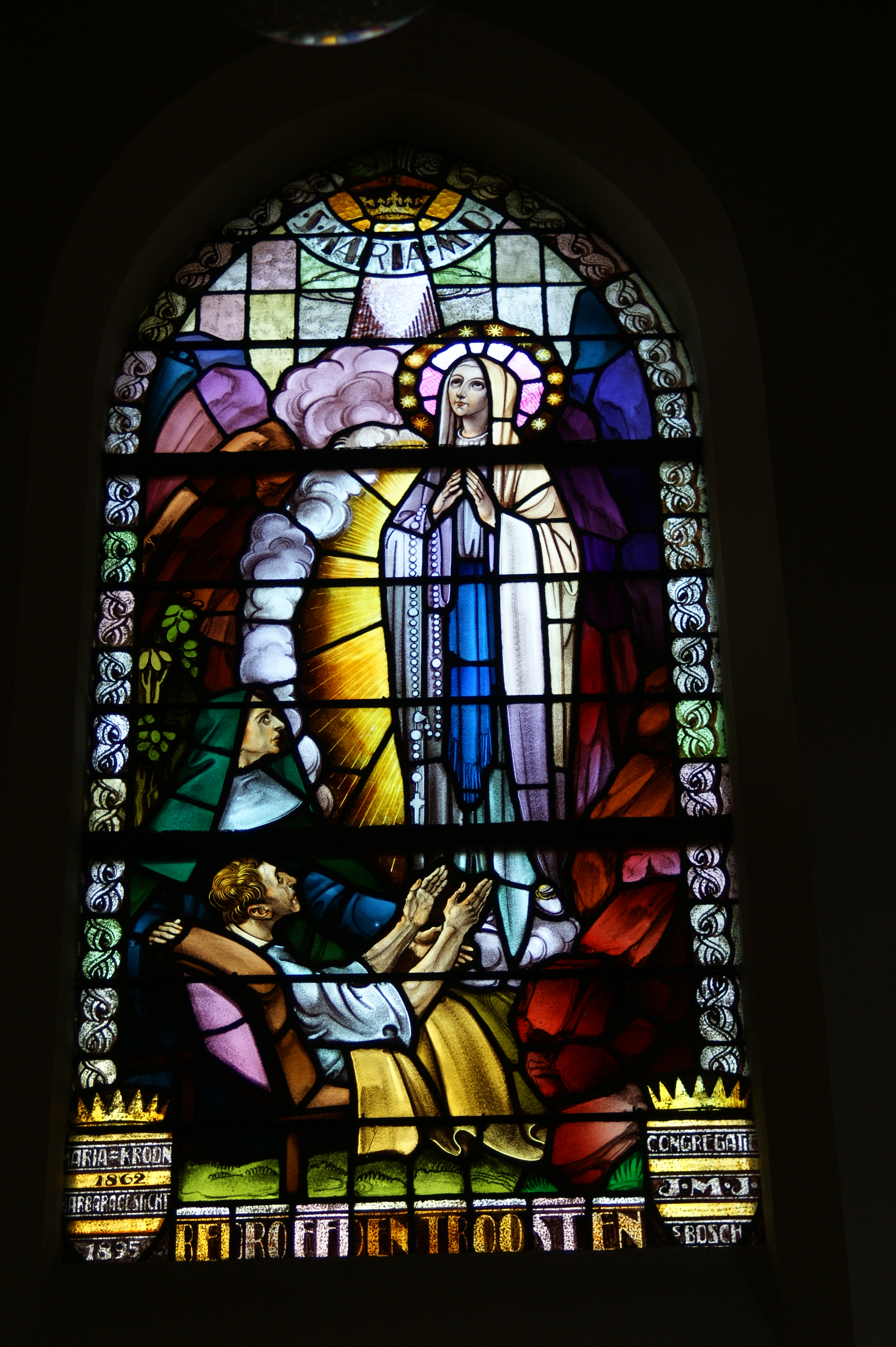
Gebrandschilderd glas zijkant.
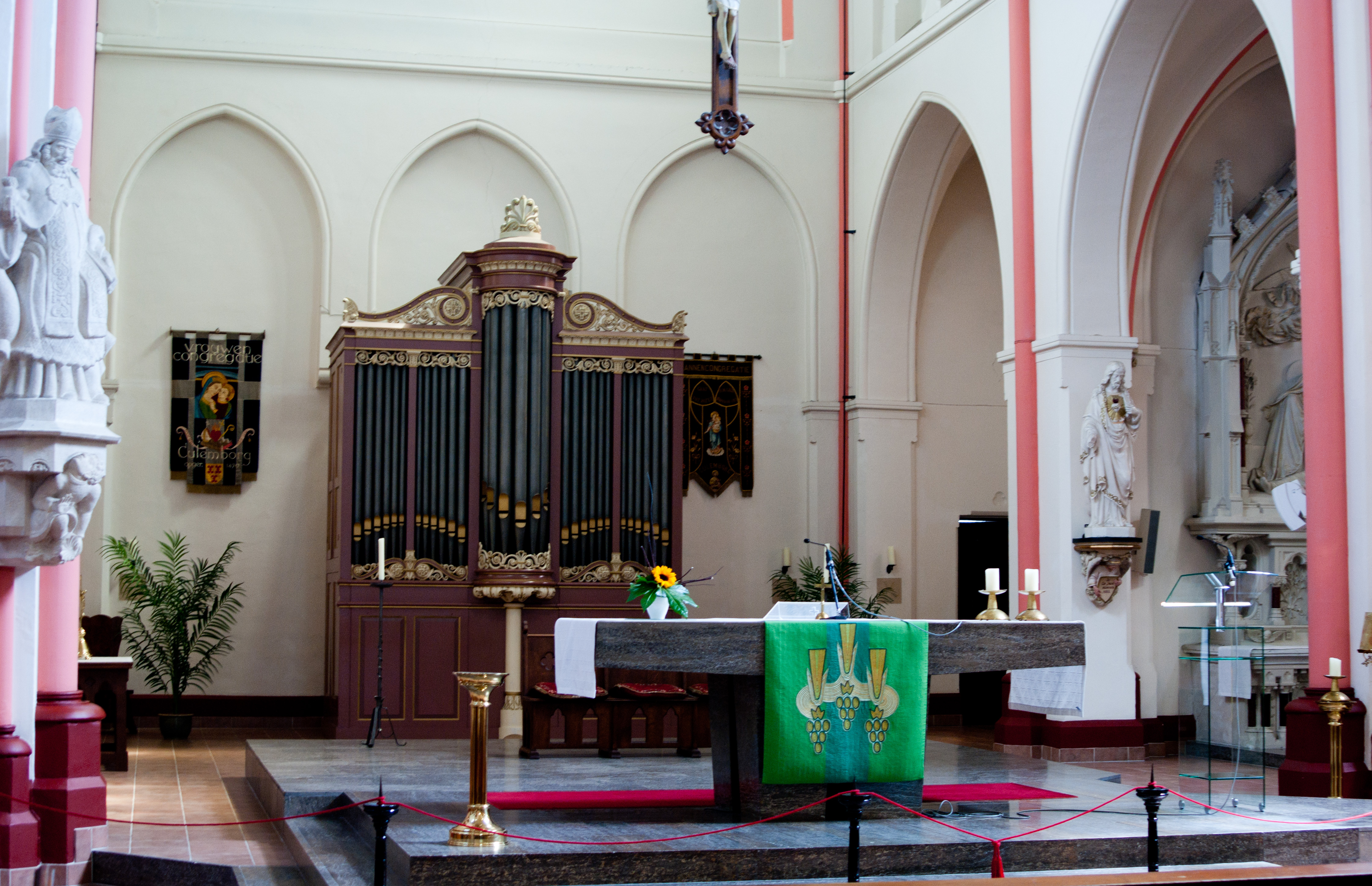
Het altaar en het orgel.
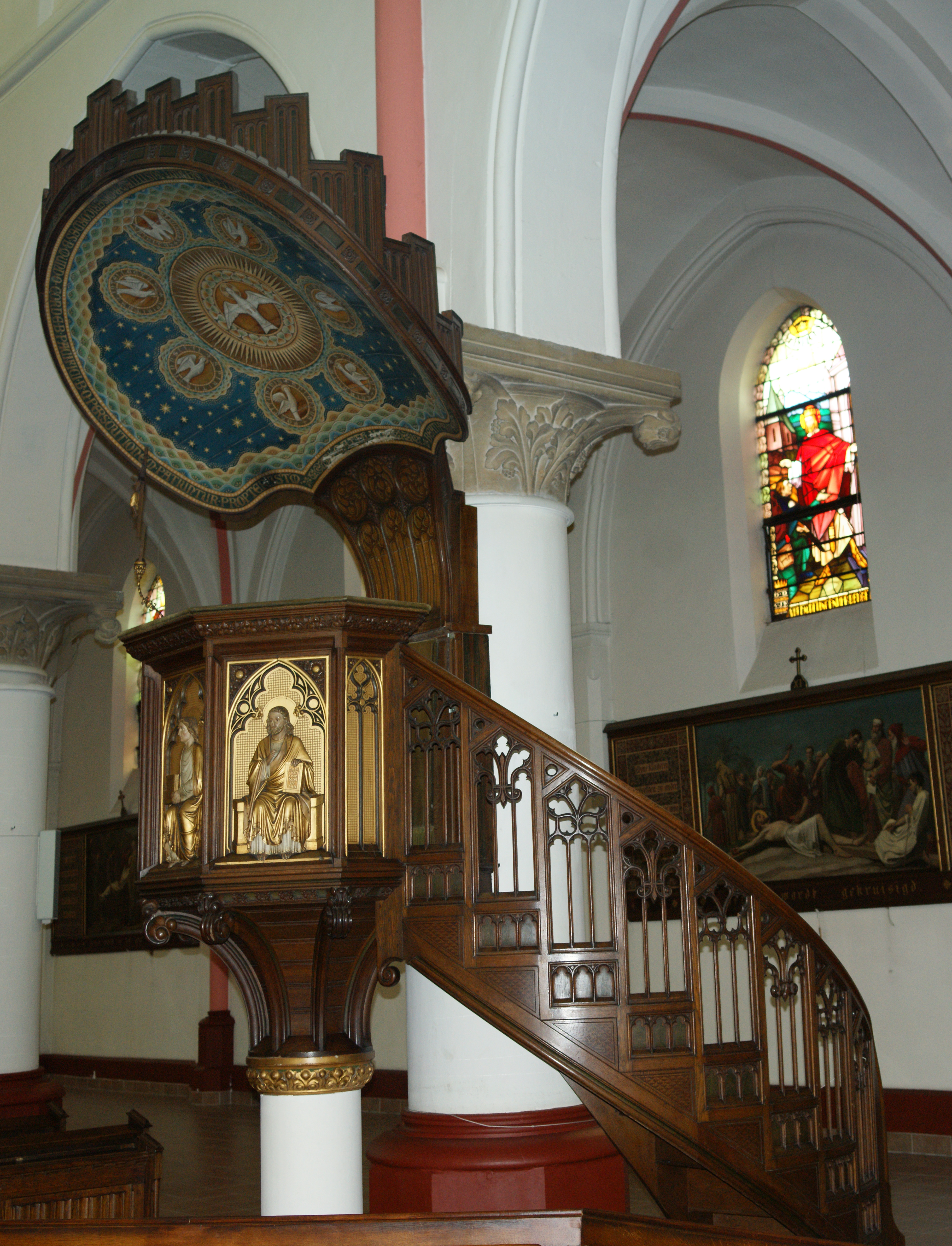
Preekstoel
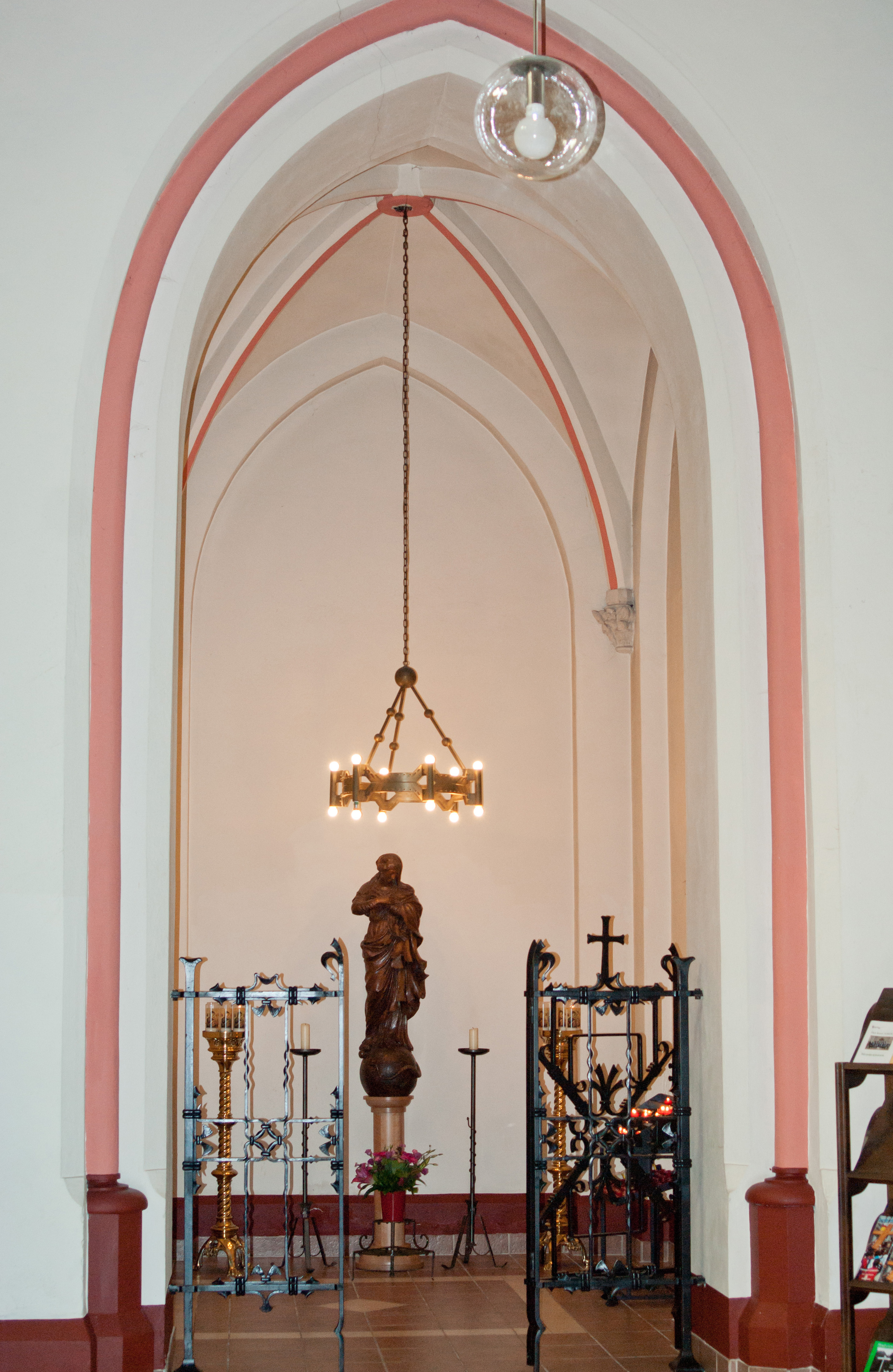
Mariakapel